# Por cuatro duros
Por cuatro duros. Cómo (no) apañárselas en Estados Unidos (en inglés, Nickel and Dimed: On [Not] Getting By in America) es un libro escrito por Barbara Ehrenreich. Narrado desde su perspectiva como una periodista de investigación encubierta, se propone investigar el impacto de la ley de 1996 que reformaba la asistencia social sobre los trabajadores pobres en los Estados Unidos. En cierto modo es similar al muy anterior Sin blanca en París y Londres (en inglés, Down and Out in Paris and London), de George Orwell; Ganz Unten [Debajo de todos], del periodista alemán de investigación Günter Wallraff; Black Like Me [Negro como yo], de John Howard Griffin; o, aún más anteriores, The Ragged-Trousered Philanthropists [Los filántropos de pantalones harapientos], de Robert Tressell, y Gente del abismo (en inglés, The People of the Abyss), de Jack London.
Los acontecimientos relatados en el libro tuvieron lugar entre la primavera de 1998 y el verano de 2000. El libro fue publicado por primera vez en 2001 por Metropolitan Books. Una versión anterior apareció en la forma de un artículo en la edición de enero de 1999 de Harper's Magazine. Ehrenreich escribió más tarde un libro afín, Bait and Switch (publicado en septiembre de 2005), que analiza su intento de encontrar un puesto de trabajo administrativo.

## Temas sociales
Ehrenreich investiga muchas de las dificultades que enfrentan los trabajadores con bajos salarios, incluyendo los costos ocultos de necesidades tales como alojamiento (los pobres a menudo tienen que gastar mucho más para cubrir el costo diario de un cuarto de hotel que lo que tendrían que pagar para alquilar un apartamento si pudieran abonar el depósito de garantía y el primer y último mes) y alimentos (por ejemplo, los pobres tienen que comprar comida que es más cara y menos saludable de la que comprarían si tuvieran acceso a refrigeración y enseres necesarios para cocinar).
En primer lugar, ella ataca la noción de que los empleos mal remunerados requieren mano de obra no calificada. La autora, una periodista con un doctorado en biología celular, descubrió que el trabajo manual es arduo, poco interesante y degradante. Afirma que el trabajo requiere increíble energía, concentración, memoria, rapidez mental y la capacidad de aprender rápidamente. El movimiento constante y repetido crea un riesgo de lesiones por esfuerzo repetitivo; a menudo se debe trabajar a pesar de sentir dolor para mantener el trabajo en un mercado laboral donde hay una rotación constante de trabajadores; y los días están llenos de tareas degradantes y poco interesantes (por ejemplo, limpiar inodoros y fregar pisos). Ella también detalla cómo el papel de varios individuos en roles de supervisión era principalmente interferir con la productividad de los trabajadores, obligar a los empleados a llevar a cabo tareas sin sentido, y hacer toda la experiencia de trabajar por un mal salario aún más miserable.
Ehrenreich condena los tests de personalidad, los cuestionarios diseñados para eliminar a potenciales empleados indeseables, y los análisis de orina para pruebas de drogas, cada vez más comunes en el mercado laboral de bajos salarios; argumenta que disuaden a los posibles postulantes y violan las libertades individuales, y al mismo tiempo muestran escaso efecto positivo tangible en el rendimiento laboral.
Ella sostiene que los carteles de "Se necesita empleado" no indican necesariamente un puesto disponible; más a menudo su propósito es mantener una reserva de candidatos en industrias conocidas por su rápida rotación de empleados. También plantea que un puesto de trabajo mal remunerado a menudo no es suficiente para mantener a una persona (mucho menos a una familia); dada la suba de los precios de la vivienda y el estancamiento de los salarios, vivir de un sueldo se vuelve cada vez más difícil. Muchos de los trabajadores que ella menciona en el libro sobreviven viviendo con familiares u otras personas en la misma situación, o incluso en sus vehículos.
Ehrenreich concluye con el argumento de que todos los trabajadores con bajos salarios, que reciben del gobierno o de organizaciones benéficas servicios como dinero de la asistencia pública, alimentación y cuidado médico, no están simplemente viviendo de la generosidad de otros. Al contrario, ella sugiere, los demás vivimos de su generosidad:
Cuando alguien trabaja por menos dinero de lo que necesita para vivir [...] esa persona ha hecho un gran sacrificio por ti [...] Los "trabajadores pobres" [...] son de hecho los principales filántropos de nuestra sociedad. Ellos descuidan a sus propios hijos para cuidar a los niños de otros; habitan viviendas precarias para que otras casas estén brillantes y perfectas; tienen que soportar privaciones para que la inflación sea baja y los precios de las acciones sean altos. Ser uno de esos trabajadores pobres es ser un donante anónimo, un desconocido benefactor de todo el mundo. (p. 221)
La autora concluye diciendo que algún día los trabajadores mal remunerados se rebelarán y demandarán un trato justo, y cuando llegue ese día nos irá mejor a todos.

## Respuesta y críticas
Barbara Ehrenreich declara en su libro que su meta es "ver si yo podía ganar tanto como necesitaba gastar, igual que el verdadero pobre trata de hacer cada día”. Una parte significativa de las críticas que Por cuatro duros ha suscitado es cómo Barbara Ehrenreich comenzó sus aventuras. Manteniendo su objetivo en mente, Barbara Ehrenreich comenzó su estudio con dinero en el bolsillo, que normalmente no es el caso para la clase trabajadora pobre. Un crítico de Barbara Ehrenreich, Michael Tremoglie, escribió: "De acuerdo al Departamento de Comercio, en 1999 el nivel de pobreza para una persona soltera menor de 65 años fue de $8700 por año. Barbara estaba ganando 170% de eso. Incluso el liberal Economics Policy Institute [Instituto de Política Económica] establece que un salario digno es 130% del nivel de pobreza”. Por lo tanto, Barbara estaba ganando más de lo que se considera el nivel de pobreza, lo que lleva a uno a preguntarse si su libro realmente es producto de una buena investigación. El mismo crítico añade, "¿Ehrenreich estaba ocultando los hechos, o no realizó la investigación adecuada para su libro? Su libro es o investigación de mala calidad o propaganda izquierdista". Críticas como esta han dado lugar a varias respuestas a la obra de Barbara Ehrenreich.
En respuesta a Por cuatro duros, Adam Shepard emprendió un proyecto sobre el que más tarde escribió en su libro Scratch Beginnings: Me, $25, and the Search for the American Dream [Empezar de cero: Yo, $25, y la búsqueda del sueño americano]. Un artículo del 11 de febrero de 2008 en The Christian Science Monitor resume su historia. Con sólo $25 en el bolsillo, Adam Shepard pasó 10 meses en Carolina del Sur; con el tiempo consiguió un trabajo, compró una camioneta y alquiló su propio apartamento.
Otra respuesta al libro provino de Charles Platt, autor y exeditor jefe de la revista Wired, que tomó un puesto bajo en una tienda Wal-Mart y relató su experiencia en el blog Boing Boing. Mientras su narración confirmó algunas de las experiencias de Ehrenreich, incluyendo el bajo salario y la naturaleza tediosa del trabajo, Platt también reportó experiencias positivas con los supervisores, los incentivos para recibir capacitación sobre seguridad, y la autonomía de los empleados y el tratamiento que reciben.

## Controversia sobre la cubierta
La tapa del libro muestra a una camarera, Kimmie Jo Christianson, que, preocupada, echa una mirada sobre su hombro. La foto de Christianson fue tomada en 1986 para una cubierta de la revista Fortune, no relacionada con la obra de Ehrenreich. Después de la publicación de Por cuatro duros, Christianson presentó una demanda legal contra la editorial, y arguyó que usaron su imagen sin su consentimiento. En 2007, un juez dictaminó que el juicio podía avanzar, ya que la tapa no era parte de la narrativa de Ehrenreich sino parte de la estrategia de ventas del libro diseñada por la editorial. El caso fue desestimado más tarde como parte de un acuerdo.

## Adaptaciones
Una adaptación teatral de Joan Holden se estrenó en 2002.
Ehrenreich aparece en el documental The American Ruling Class [La clase dominante norteamericana] en 2007. Ella muestra su vida secreta cuando trabajaba como camarera, y la acompaña un tema musical titulado "Nickeled and Dimed". 